# بيت جياش (بني العوام)

تعديل مصدري - تعديل

بيت جياش هي إحدى قرى عزلة قطعة الصرابي بمديرية بني العوام التابعة لمحافظة حجة، بلغ تعداد سكانها 75 نسمة حسب تعداد اليمن لعام 2004.